# جاسم عبيد
جاسم عبيد جاسم الزعابي (1 يناير 1952-) ممثل ومخرج ومقدم برامج إذاعية وتلفزيونية إماراتي.   

## حياته
حاصل على بكالوريوس في الإعلام ومتخصص في الإذاعة والتلفزيون، حاصل على دكتوراه في الإعداد والإخراج الإذاعي والتلفزيوني والمسرحي،  كانت بدايته في منتصف السبعينات حيث شارك في العديد من الأعمال التلفزيونية والمسرحية لكن أهم عمل قدمه مسلسل أشحفان إلى جانب الفنان الراحل سلطان الشاعر ورفيقة محمد الجناحي الذي اجتمعوا فيه والذي حقق لهم شهرة كبيرة في الخليج والوطن العربي الذي مازال يعرض على أغلب القنوات التلفزيونية، ساهم في إخراج العديد من البرامج والمناسبات الوطنية في مختلف الأنشطة الرياضية والاجتماعية والوطنية، وأيضا قدم بصوته الرخيم، وتأنيه الملحوظ شخصية ( الدبدوب )  وساهم في إخراج العديد من البرامج الوثائقية لأهم الفعاليات الخاصة بالدولة ومؤسساتها على المستوي الداخلي أو الخارجي.  